# Гарриспилейн
Гарриспилейн (англ. Garryspillane; ирл. Garraí Uí Spealáin) — деревня в Ирландии, находится в графстве Лимерик (провинция Манстер) у трассы R513.